# Oleksandra Matvijčuk
Oleksandra V'jačeslavivna Matvijčuk (in ucraino Олександра В’ячеславівна Матвійчук?; Bojarka, 8 ottobre 1983) è un'avvocata ucraina, leader dell'organizzazione per i diritti civili con sede a Kiev, il Centro per le libertà civili, che ha ottenuto nel 2022 il Nobel per la Pace, e attivista per le riforme democratiche nel suo Paese  e nell'OCSE.

## Biografia
Oleksandra Matvijčuk ha frequentato l'Università nazionale Taras Ševčenko di Kiev, laureandosi nel 2007. Nel 2017 è diventata la prima donna a partecipare al programma ucraino Emerging Leaders dell'Università di Stanford.

## Carriera
Matvijčuk ha iniziato a lavorare per l'organizzazione senza scopo di lucro Centro per le libertà civili nel 2007, quando è stata fondata. Nel 2012 Matvijčuk è diventata membro del Consiglio consultivo del Commissario per i diritti umani del Parlamento nazionale ucraino (Verchovna Rada).
Dopo la violenta repressione delle manifestazioni pacifiche in piazza dell'Indipendenza a Kiev il 30 novembre 2013, ha coordinato l'iniziativa civica Euromaidan SOS. Lo scopo di Euromaidan SOS era fornire assistenza legale alle vittime dell'Euromaidan a Kiev e in altre città ucraine, nonché raccogliere e analizzare informazioni per proteggere i manifestanti e fornire valutazioni provvisorie della situazione. Da allora Matvijčuk ha condotto numerose campagne di mobilitazione internazionale per il rilascio di prigionieri di coscienza e di persone detenute illegalmente in Russia, nella Crimea occupata e nel Donbass. È autrice di numerosi rapporti a vari organi delle Nazioni Unite, del Consiglio d'Europa, dell'Unione europea, dell'OSCE e di numerosi ricorsi alla Corte penale internazionale de L'Aja.
Il 4 giugno 2021, Matvijčuk è stata nominata nel Comitato delle Nazioni Unite contro la tortura ed è entrata nella storia come la prima candidata ucraina all'organo del trattato delle Nazioni Unite.
Tra la rivoluzione della dignità e il 2022, si è concentrata sulla documentazione dei crimini di guerra durante la guerra nel Donbass. Incontrando l'allora vicepresidente degli Stati Uniti Joe Biden nel 2014, ha sostenuto un maggiore supporto per le armi per aiutare a porre fine alla guerra.
Dopo l'invasione russa dell'Ucraina nel 2022, Matvijčuk è apparsa su numerosi media internazionali per rappresentare la società civile ucraina, in particolare in relazione a questioni relative agli sfollati interni e alla questione dei crimini di guerra, nonché altre questioni relative ai diritti umani. Secondo Foreign Policy, ha sostenuto la creazione di un "tribunale ibrido" speciale per indagare su problemi di crimini di guerra e violazioni dei diritti umani a causa del gran numero di problemi.

## Premi e riconoscimenti

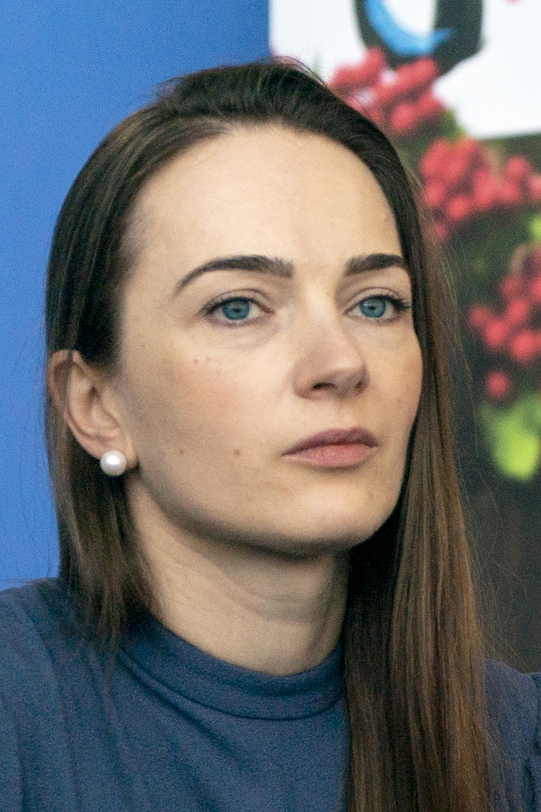
Matvijčuk nel 2022

Nel 2007, Oleksandra Matvijčuk ha ricevuto il premio Vasyl' Stus per "risultati eccezionali in questo campo, chiara posizione civica e presenza attiva nello spazio culturale ucraino". È la più giovane vincitrice nella storia del premio.
Nel 2015 Matvijčuk ha vinto il "premio Lindebrække per la democrazia e i diritti umani". Il presidente della giuria ed ex ministro degli Affari esteri della Norvegia, Jan Petersen, ha così motivato la decisione: "È importante sostenere e onorare coloro che hanno preso parte al movimento democratico dell'Ucraina. Coloro che hanno lavorato giorno e notte, sostenendo uno sviluppo democratico in Ucraina – e in seguito indagando sui crimini commessi a Majdan. Il destinatario di quest'anno del Premio Sjur Lindebrække per i diritti umani della democrazia è una tale voce".
Il 24 febbraio 2016, 16 delegazioni dell'OSCE hanno riconosciuto a Matvijčuk il loro primo Premio come difensore della democrazia per il "contributo esclusivo alla promozione della democrazia e dei diritti umani". L'ambasciata degli Stati Uniti in Ucraina ha quindi riconosciuto Matvijčuk come la donna coraggiosa dell'Ucraina 2017 per "la sua dedizione costante e coraggiosa nella difesa dei diritti del popolo ucraino".  Nel settembre 2022, Matvijčuk e il Centro per le libertà civili (l'organizzazione guidata da Matvijčuk) sono stati tra i vincitori del Right Livelihood Award per il loro lavoro con le istituzioni democratiche ucraine e per la responsabilità per i crimini di guerra.
Il Centro per le libertà civili ha ricevuto il premio Nobel per la pace nel 2022, insieme ad Ales' Bjaljacki e all'organizzazione russa Memorial. Questo è stato il primo premio Nobel assegnato a un cittadino o a un'organizzazione ucraina.